# روبين ديسيرن
روبين ديسيرن (بالفرنسية: Robin Desserne)‏ (1 مارس 1984 بنيس في فرنسا - ) هو لاعب كرة قدم فرنسي في مركز الدفاع. لعب مع نادي ساباديل ونادي لاردة ونادي نيس ونادي نيور وAtlético Malagueño ‏.

## وصلات خارجية
- روبين ديسيرن على موقع قاعدة بيانات كرة القدم.إي يو (الإنجليزية)
- روبين ديسيرن على موقع Soccerway.com (الإنجليزية)